# Hans Sidén
Hans Eric Paul Sidén, född 12 oktober 1935 i Sundsvall i Västernorrlands län, död 23 juni 2023 i Kullings-Skövde distrikt i Vårgårda kommun, var en svensk journalist och författare.
Sidén, som var uppvuxen i Gårda i Göteborg, var frilansande film och popskribent på Göteborgs-Posten från 1959. Han skrev även låttexter till artister som Alf Robertson, Flamingokvintetten och Mats Rådberg.

## Låttexter i urval
| År   | Titel                                   | Insjungen av            | Kommentar | ref    |
| ---- | --------------------------------------- | ----------------------- | --- | ------ |
| 1969 | "Var finns den där romantiken?"         | Streaplers              | John D. Loudermilks "Fort Worth, Dallas Or Houston" med svensk text.                                               | [ 6 ]  |
| 1970 | "Lycka till med nästa kille"            | Our Future Feelings     | Dions & Steve Brandts "Sandy" med svensk text. Även inspelad med Flamingokvintetten, Jan Öjlers och Rolandz.       | [ 7 ]  |
| 1979 | "Gammal kärlek rostar aldrig"           | Anna Lena Löfgren       | Roger Bowlings "Blanket on the Ground" med svensk text.                                                            | [ 8 ]  |
| 1981 | Let The Good Times Roll                 | Vicki Benckert          | | [ 9 ]  |
| 1983 | "Ett hundra ungar"                      | Alf Robertson           | Tom T. Halls "One Hundred Children" med svensk text.                                                               | [ 6 ]  |
| 1985 | "Du är den som jag tänder på"           | Sten & Stanley          | Harry Bogdanovs "Excitable" med svensk text.                                                                       | [ 6 ]  |
| 1985 | "Det är lätt att bli kär i nån som dig" | Matz Bladhs             | Brian Bennett, Bruce Welch, Hank Marvin, och John Rostills "I Could Easily Fall In Love With You" med svensk text. | [ 6 ]  |
| 1986 | "En spelemans lön"                      | Mats Rådberg & Rankarna | Sidén har även skrivit texten till ytterligare tre låtar på LP:n Full fart mot gryningen.                          | [ 10 ] |
| 1989 | "Jag vill bli som Magnus Uggla"         | Gunnar Bunker           | Sidén har även skrivit texten till ytterligare fyra låtar på LP:n med samma namn.                                  | [ 11 ] |
| 1998 | "Brudkistan"                            | Carina Jaarneks         | | [ 12 ] |
| 1998 | "I ett fotoalbum"                       | Lasse Stefanz           | Har även spelats in av bland annat Thorleifs                                                                       | [ 6 ]  |
| 2009 | "Nu kommer tårarna igen"                | Thorleifs               | | [ 13 ] |

## Utmärkelser
- 1981 - Filmpennan[14]